# Neoerpocotyle platensis
Neoerpocotyle platensis är en plattmaskart. Neoerpocotyle platensis ingår i släktet Neoerpocotyle och familjen Hexabothriidae. Inga underarter finns listade i Catalogue of Life.